# گنجشک ملخی
گنجشک ملخی (نام علمی: Ammodramus savannarum) یک گنجشک کوچک جهان جدید و وابسته به جنس Ammodramus است که شامل سه گونه است که در علفزارها و چمنزارها زندگی می‌کنند. گنجشک‌های ملخ گاهی در مزارع کشاورزی یافت می‌شوند و به راحتی علفزارهای احیا شده را کلنی می‌سازند. گنجشک‌های ملخ در هسته دامنه خود به مناطق وسیعی از علفزار وابسته هستند که در آن از درختان و درختچه‌ها دوری می‌کنند. آن‌ها به دنبال تکه‌های ناهمگن چمنزار می‌گردند که دارای توده‌هایی از علف‌های مرده یا دیگر گیاهان است که لانه‌شان را پنهان می‌کنند، و همچنین دارای زمین‌های باریک‌تری هستند که در آن حشرات (به‌ویژه ملخ‌ها)، عنکبوت‌ها و دانه‌ها را جستجو می‌کنند. گنجشک‌های ملخی در میان گنجشک‌های جهان جدید نامعمول هستند، زیرا آنها دو نوع آواز مجزا می‌خوانند، که شیوع آن‌ها با چرخه لانه‌سازی متفاوت است. آهنگ اصلی نر، یک تریل بالا که پیش از یک سری کلیشه‌ای از تراشه‌های کوتاه، یادآور صداهای ملخ‌ها است و خاستگاه نام این گونه است. مانند برخی دیگر از پرندگان مراتع مرکزی آمریکای شمالی، این گونه نیز بسیار جابجا می‌شود، نه تنها از طریق مهاجرت سالانه، بلکه افراد اغلب بین تلاش‌های زادآوری یا فصل‌های زادآوری پراکنده می‌شوند. گنجشک‌های ملخی در سراسر محدوده خود در حال کاهش شدید هستند، حتی در هسته پراکنش زادآوری در چمنزارهای علف بلند دشت بزرگ مرکزی. گنجشک ملخی فلوریدا (Ammodramus savannarum floridanus) به شدت در معرض خطر انقراض است.